# Ивановская митрополия
Ивановская митрополия — митрополия Русской православной церкви, образованная в пределах Ивановской области. Объединяет Иваново-Вознесенскую, Кинешемскую и Шуйскую епархии.

## История
В соответствии с Положением об областных преосвященных от 12 марта 1934 года во исполнение постановления Поместного Собора 1917—1918 годы о митрополичьих округах Временный Патриарший Священный Синод образовал церковные области в составе нескольких епархий, в том числе в границах Ивановской промышленной области была образована Ивановская митрополия. В неё вошли Ивановская, Владимирская, Ярославская и Костромская епархии с подчинёнными им викариатствами. Дата упразднения точно неизвестна. Скорее всего это произошло в 1943 году при проведении переустройства епископских кафедр.
Образована постановлением Священного синода Русской православной церкви от 7 июня 2012 года в пределах Ивановской области России. При создании митрополии её главой был назначен епископ Иосиф (Македонов).

## Епархии

### Иваново-Вознесенская епархия
Объединяет приходы в границах города Иванова, а также Вичугского, Ивановского, Приволжского и Фурмановского районов
Правящий епископ: митрополит Иосиф (Македонов). Население — 602,7 тысяч человек, приходов — 54.

### Кинешемская епархия
Объединяет приходы в границах Верхнеландеховского, Заволжского, Кинешемского, Лухского, Палехского, Пестяковского, Пучежского, Родниковского и Юрьевецкого районов.
Правящий епископ: епископ Иларион (Кайгородцев). Население — 228,2 тысяч человек, приходов — 58.

### Шуйская епархия
Объединяет приходы в границах Гаврилово-Посадского, Ильинского, Комсомольского, Лежневского, Савинского, Тейковского, Шуйского и Южского районов.
Правящий епископ: епископ Матфей (Самкнулов). Население — 231,8 тысяч человек, приходов — 71.